# 折原みと ティーンズハートコレクション
『折原みと ティーンズハートコレクション』（おりはらみと ティーンズハートコレクション）は、講談社の企画で製作された、ティーンズハートから刊行された折原みと作品のイメージソングを集めた全3枚のアルバムである。1990年3月に1枚目が、1992年8月に2枚目が、1996年3月に3枚目が、それぞれ日本コロムビアから発売された。
どのCDにも読者から募集した歌詞を使った楽曲が含まれている。また、ジャケットやレーベルのイラストは折原みとの描き下ろし。
3枚全てに川村万梨阿と小西一弘が参加している（この2人は、1枚目の前年に発売されたイメージアルバム『るり色プリンセス』から折原作品に関わっている。）他、折原自身も歌唱している。

## 1枚目
編曲・演奏はNONSECT
収録曲
1. 君だけのブルー 〜ティーンエイジ・ブルー〜
作詞：高垣奈美、作曲：堀江顕
歌 - 川村万梨阿
2. 愛さずにはいられないさ… 〜彼の背中を抱きしめたい〜
作詞・作曲：小西一弘
歌 - 小西一弘
3. Mermaid Princess 〜2100年の人魚姫〜
作詞：折原みと、作曲：杉征夫
歌 - 折原みと
4. Escape しよう！ 〜ティーンエイジ・ブルー〜
作詞：折原みと、作曲：小西一弘
歌 - 亀卦川真浩
5. 天使の降る夜 〜天使の降る夜〜
作詞：小西一弘、作曲：堀江顕
歌 － 川村万梨阿
6. Through the night 〜真夜中を駆けぬける〜
作詞：折原みと、作曲：亀卦川真浩
歌 - 亀卦川真浩
7. Loving You 〜彼の背中を抱きしめたい〜
作詞：横山雅代、作曲：広本葉子
歌 - 折原みと
8. Memories 〜桜の下で逢いましょう〜
作詞：加登弘美、作曲：広本葉子
歌 - 川村万梨阿
9. Angel Smile, Angel Love 〜夢見るように、愛したい〜
作詞：折原みと、作曲：堀江顕
歌 - 折原みと
10. Reincarnation 〜桜の下で逢いましょう〜
作詞：折原みと、作曲：堀江顕
歌 - 亀卦川真浩

## 2枚目
収録曲
1. Daybreak in Desert
作・編曲：堀江顕
インストゥルメンタル
2. Shining Vardia 〜金の砂漠王（バーディア）〜
作詞：折原みと、作・編曲：堀江顕
歌 - 川村万梨阿
3. ハッピーエンドの人魚姫 〜2100年の人魚姫〜
作詞：小西一弘、作・編曲：松澤浩明
歌 - 折原みと
4. エンジェルになりたい 〜エンジェル・ティアーが聴こえる〜
作詞：武田美穂、補作詞：小西一弘、作・編曲：松澤浩明
歌 - 小西一弘
5. 桜の下で逢いましょう 〜桜の下で逢いましょう〜
作詞：白峰美津子、作・編曲：吉川洋一郎
歌 - 川村万梨阿
6. 時の輝き 〜時の輝き〜
作詞：折原みと、作・編曲：堀江顕
歌 - 折原みと、小西一弘
7. お人好しの子供 〜天使の生まれる時〜
作詞：鳥居幸子、作・編曲：堀江顕
歌 - 小西一弘、亀卦川真浩
8. I Believe in Sunshine 〜真夜中を駆けぬける〜
作詞：水留勝弥、堀江顕、作・編曲：堀江顕
歌、演奏 - REAL GUYS
9. スターダスト・エンジェル 〜エンジェル・ティアーが聴こえる〜
作詞：荒俣由紀、作・編曲：堀江顕
歌 - 折原みと
10. 愛にはなれなくて 〜夢見るように、愛したい〜
作詞：藤本律子、補作詞：小西一弘、作・編曲：堀江顕
歌 - 亀卦川真浩
11. 胸の光で… 〜銀の星姫（メシナ）〜
作詞：小西一弘、作・編曲：堀江顕
歌 - 川村万梨阿、小西一弘
12. For My Friends 〜たくさんの天使たちへ〜
作詞・作曲：折原みと、編曲：堀江顕
歌 - 折原みと、川村万梨阿、小西一弘、亀卦川真浩

## 3枚目
収録曲
1. ANGEL・TEAR
作・編曲：堀江顕
インストゥルメンタル
2. OVER THE SKY 〜時の輝き・2〜
作詞・作曲：折原みと、編曲：堀江顕
歌 - 折原みと
3. 紅の花炎姫（エントラーダ） 〜紅の花炎姫（エントラーダ）〜
作詞：折原みと、作・編曲：堀江顕
歌 - 川村万梨阿
4. 17の途中で僕は風になる 〜時の輝き〜
作詞：紗凌雪絵、作・編曲：小林孝至
歌 - 小林孝至
5. あの夏に… 〜あの夏に…〜
作詞：折原みと、作・編曲：吉川洋一郎
歌 - 折原みと
6. WITH YOU 〜君と夢をみた〜
作詞：折原みと、作・編曲 小林孝至
歌 -小林孝至
7. Ocean Blue 〜海へ還る日〜
作詞：小西一弘、作・編曲：堀江顕
歌 - 川村万梨阿
8. Original Life 〜君と夢をみた〜
作詞：紗凌雪絵、作・編曲：小林孝至
歌 - 紗凌雪絵
9. 尊きもののために 〜青の月光王（ムーンシャイア）〜
作詞・作曲、小西一弘、編曲：堀江顕
歌 - 小西一弘、ナレーション・コーラス - 川村万梨阿
10. True Blue 〜地球（アース）―「箱舟の惑星」〜
作詞：紗凌雪絵、作・編曲：大竹潤
歌 - 紗凌雪絵
11. 永遠のバージンロード 〜永遠のみえる日〜
作詞：折原みと、作・編曲：堀江顕
歌 - 折原みと